# 菅原樹里亜
菅原 樹里亜（すがわら じゅりあ、1995年8月18日 - ）は、日本の女性タレント。愛称は、じゅりたん。
東京都出身。プラチナムプロダクション所属。

## 略歴
2014年
- 1月、プラチナムプロダクションが立ち上げた新人育成プロジェクト『並木橋ハイスクール』に参加し活動を始める。
- 3月13日、三愛コレクションにステージモデルとして出演。
- 8月29日、同スクールに参加する細川菜花と共にユニット『FAT&SLIM』を結成[2]。同年10月10日、お披露目ライブを行う[3]。
- 10月、東京オートサロンのイメージガール『A-class』の2015年度メンバーに選ばれる。
- 11月30日、千葉県鎌ケ谷市のファイターズ鎌ケ谷スタジアムで行われた『鎌ケ谷☆チームランフェスタ2014』にて、FAT&SLIMが朝比奈彩と共に「TEAM 三愛」を組んで参加する[4][5]。

2015年
- 1月9日 - 1月11日、A-classとして『東京オートサロン2015』に出演。
- 2月21日 - 2月22日、A-classとして『福岡カスタムカーショー2015』に出演。
- 2月23日、2015年のSUPER GT『SUBARU BRZ GT GALS “BREEZE”』の一員に選ばれ、レースクイーンとしての活動も開始する。
- 11月3日 - 11月8日、SUBARU BRZ GALSとして『東京モーターショー2015』に出演[6]。

2016年
- 1月15日 - 1月17日、SUBARU BRZ GALSとして『東京オートサロン2016』に出演。
- 4月1日、TOYOTA・GAZOO Racingのイメージガール「GAZOO Lady 2016」に選ばれる[7]。

2017年
- 1月13日 - 1月15日、GAZOO Ladyとして『東京オートサロン2017』に出演[8]。
- 2月10日 - 2月12日、GAZOO Ladyとして『大阪オートメッセ2017』に出演[9]。
- 4月14日、細川の事務所離脱[10]に伴い『FAT&SLIM』が事実上のコンビ解消となる。
- 9月21日 - 9月24日、『東京ゲームショウ2017』にXperiaブースモデルとして出演[11][注 1]。

## 人物
- 姉2人、兄2人がいる5人兄妹の末っ子[1]。
- 歴代のA-class史上、スリーサイズが最小記録となっており、特にウエストは48cmある。
- 同じ事務所に所属するモデル・レースクイーンの蘭と仲が良い[12][13]。
- 趣味はボルダリング[13]、フラダンス。

## 作品

### アルバム
A-class
- TOKYO AUTOSALON 2015 presents EVOLUTION #11（avex trax・オートサロン会場限定販売）
  - 明日へのAccess

## 出演

### テレビ
- ジョブチューン アノ職業のヒミツぶっちゃけます!（TBS・2014年11月8日） - アシスタント[14]
- 痛快TV スカッとジャパン（フジテレビ・2015年3月23日） - 春の悪役祭りSP“イヤミ塾講師編”のVTRに出演[15]
- 水曜日のダウンタウン（TBS・2017年4月12日） - “頭脳派&肉体派コンビNo.1決定戦”でアシスタント[16]
- 珍種目No.1は誰だ!? ピラミッド・ダービー（TBS・2017年5月21日） - 小林レイミと共にアシスタント出演[17]
- 警視庁考察一課（2022年） - 木下蘭 役

### PV
- U-KISS『Stay Gold』（2015年9月9日発売） - 池田エライザ他と共演[18][19]

## FAT&SLIM
FAT&SLIM（ファットアンドスリム）は、細川菜花（ほそかわ なのは・1995年8月27日生）と菅原樹里亜が組んでいた2人組のアイドルユニットである。
並木橋ハイスクールの生徒であった細川と菅原により2014年8月28日に結成され、同年10月10日に初お披露目。主にライブを中心に活動を行っていた。
2015年5月の並木橋ハイスクール解散後もライブを続けていたが、同年12月22日で定期的なライブ活動を休止。その後2017年4月14日に細川がプラチナムを離れたことで事実上のコンビ解消となった。
なお、米国のヒップホップユニット「The Pharcyde」（ファーサイド）の元メンバーによるユニット『Fat&Slim』とは無関係である。

### 主な持ち歌
※（ ）内は初披露年月日。
1. Carry On（2014年10月10日）
2. SOMEONE OVER THE RAINBOW（2014年11月10日）
3. Remenbering Yesterday（2015年1月21日）

この他、龍が如くシリーズのキャラクター「澤村遥」（声：釘宮理恵）による楽曲『KONNANじゃないっ!』も歌唱したことがある。